# Megachona chamelensis
Megachona chamelensis is een rondwormensoort uit de familie van de Rhabdochonidae. De wetenschappelijke naam van de soort is voor het eerst geldig gepubliceerd in 2007 door Mejía-Madrid & Pérez-Ponce de León.